# Unione Nazionale dei Cittadini Etici
L'Unione Nazionale dei Cittadini Etici (in spagnolo Unión Nacional de Ciudadanos Éticos - UNACE) è un partito politico paraguaiano fondato il 20 marzo 2002 a seguito di una scissione dal Partito Colorado.

## Risultati elettorali
| Elezione | Elezione | Voti    | %     | Seggi   |
| -------- | -------- | ------- | ----- | ------- |
| 2003     | Camera   | 216 803 | 14,39 | 10 / 80 |
| 2003     | Senato   | 211 078 | 14,30 | 7 / 45  |
| 2008     | Camera   | 330 754 | 18,70 | 15 / 80 |
| 2008     | Senato   | 336 763 | 19,04 | 9 / 45  |
| 2013     | Camera   | 147 534 | 6,58  | 2 / 80  |
| 2013     | Senato   | 90 640  | 4,03  | 2 / 45  |
| 2018     | Camera   | 65 593  | 2,77  | 0 / 80  |
| 2018     | Senato   | 49 889  | 2,12  | 1 / 45  |